# Friederike Tiefenbacher
Friederike Tiefenbacher (* 1965) ist eine deutsche Schauspielerin und Hörspielsprecherin.

## Leben und Wirken
Friederike Tiefenbacher erhielt ihre Ausbildung zur Schauspielerin von 1983 bis 1987 an der Universität der Künste Berlin. Ihr Debüt hatte sie noch während dieser Zeit am Theater Bonn in Shakespeares Ende gut, alles gut. Nach einem Engagement am Schillertheater Wuppertal wandte sie sich internationalen Bühnen zu. Sie gastierte unter anderem in Wien, Israel, Venezuela, Kolumbien, Frankreich und bei der Biennale in Venedig. Nach Deutschland zurückgekehrt erhielt sie von 2004 bis 2009 ein Engagement am Staatsschauspiel Dresden. Ab der Spielzeit 2010/11 bis zu der Spielzeit 2019/20 war sie festes Ensemblemitglied am Schauspiel Dortmund. Seit der Spielzeit 2020/21 ist sie festes Ensemblemitglied des Volkstheater Wien.
Friederike Tiefenbacher wirkt seit Ende der 1980er Jahre auch in Film- oder Fernsehproduktionen mit. Einem breiteren Publikum bekannt wurde sie in ihrer Rolle als Dr. Nina Kramberg in der ARD-Fernsehreihe Ärzte. Hörspielaufzeichnungen deutscher und österreichischer Rundfunkanstalten unter ihrer Mitwirkung gibt es aus dem Zeitraum 1988 bis 2024.
Sie ist verheiratet mit dem italienischen Regisseur Paolo Magelli und hat eine Tochter. 
Seit 2020 lebt sie wieder in Wien.

## Theater (Auswahl)
- 2013/14: nach Thomas Vinterberg: Das Fest (Schauspiel Dortmund)
- 2014/15: Edward Albee: Wer hat Angst vor Virginia Woolf? (Schauspiel Dortmund)
- 2014/15: Michael Frayn: Der nackte Wahnsinn (Schauspiel Dortmund)
- 2015/16: Euripides: Elektra (Schauspiel Dortmund)
- 2016/17: Kay Voges: Die Borderline Prozession – ein Loop um das, was uns trennt (Schauspiel Dortmund)
- 2017/18: Anton Tschechow: Der Kirschgarten (Schauspiel Dortmund)
- 2018/19: Kay Voges: Die Parallelwelt (Schauspiel Dortmund und Berliner Ensemble)
- 2019/20: Fjodor Dostojewski: Die Dämonen (Schauspiel Dortmund)
- 2021/22: Wolfram Lotz: Die Politiker (Volkstheater Wien)
- 2022/23: nach Annie Ernaux: Die Scham (Volkstheater Wien)[4]

## Filmografie (Auswahl)
- 1988: Der Philosoph
- 1994: Stadtklinik (Fernsehserie, 1 Folge)
- 1997–1999: Ärzte (Fernsehserie, 5 Folgen)
- 1999: Alarm für Cobra 11 – Die Autobahnpolizei (Fernsehserie, 1 Folge)
- 2001: Sommer und Bolten: Gute Ärzte, keine Engel (Fernsehserie, 1 Folge)
- 2002: St. Angela (Fernsehserie, 1 Folge)
- 2002: Für alle Fälle Stefanie (Fernsehserie, 1 Folge)
- 2008: Das Duo (Fernsehserie, 1 Folge)
- 2011: Und dennoch lieben wir (Fernsehfilm)
- 2014: Diese Kaminskis – Wir legen Sie tiefer! (Fernsehserie, 1 Folge)
- 2024: Die Herrlichkeit des Lebens

## Hörspiele (Auswahl)
- 1988: Hans-Christof Wächter: Thomas Liehngarts Hinterlassenschaft oder Die Fiktion der Wirklichkeit – Regie: Hans-Christof Wächter
- 1988: Hans Magnus Enzensberger: Böhmen am Meer – Regie: Klaus Mehrländer
- 1988: Hans Nerth: Krokodile füttern – Regie: Ulf Becker
- 1988: Pier Paolo Pasolini: Affabulazione oder Der Königsmord – Regie: Götz Naleppa
- 1989: Florian Felix Weyh: Das schwäbische Eigentum – Regie: Norbert Schaeffer
- 1989: Uli Lehnhof: Ein amerikanisches Ende – Regie: Ulf Becker
- 1989: Georges Simenon: Maigret zögert – Regie: Dieter Carls
- 1989: Joachim Dany: Tommy Rambo und die Ritter der Tafelrunde – Regie: Ulf Becker
- 1989: James Watson: Waldfrieden – Regie: Ulf Becker
- 1989: Ursula Jeshel: Eine stürmische Nacht – Regie: Hans Gerd Krogmann
- 1989: Robert Gernhardt: Die Toscana-Therapie – Regie: Götz Naleppa
- 1989: Adalbert Stifter: Der Kristallberg – Regie: Ulf Becker
- 1990: Dieter Streipert-Grünbaum: Inventur – Regie: Ulf Becker
- 1991: Angelika Kaps: Katastrophen-Intermezzo – Regie: Heinz Wilhelm Schwarz
- 1991: Klaus Pohl: Karate-Billi kehrt zurück – Regie: Götz Naleppa
- 1991: John C. Wilsher: Bordprogramm – Regie: Dieter Carls
- 1994: Fay Weldon: Das Loch im Kopf der Welt – Regie: Stefan Dutt
- 1994: Helena Resjan: Sigmunds Traum – Regie: Heidrun Nass
- 1994: Hans-Christof Wächter: In Rufweite: Zwei Inseln – Regie: Hans-Christof Wächter

## Auszeichnungen
- 1989: Filmfestspiele Taiwan (Beste ausländische Schauspielerin)[5]
- 1994: Förderpreis des Landes Nordrhein-Westfalen für junge Künstlerinnen und Künstler
- 2018: Einladung zum Berliner Theatertreffen (Auftritt in Die Borderline Prozession (Kay Voges))[6]